# Земляни (фільм)
«Земляни» (англ. Earthlings) — документальний фільм 2005 року про проблему експлуатації тварин людьми для одомашнювання, розваг, наукових досліджень або ж для виробництва одягу і їжі. Режисером фільму виступив зоозахисник Шон Монсон, закадровий текст прочитаний Хоакіном Феніксом, продюсеркою виступила акторка Меггі К'ю, а музикант Мобі став автором саундтреку. Кожен із них є веган-активістом.

## Синопсис
Фільм підіймає теми расизму, сексизму, видової дискримінації та прав тварин, демонструючи кадри, отримані за допомогою прихованої камери із зоомагазинів, «цуценячих ферм», притулків для бездомних тварин, птахофабрик, місць вичинки та продажу шкіри та хутра, спортивних і розважальних заходів і дослідницьких лабораторій.

## Прокат
Прем'єра «Землян» відбулася на фестивалі Artivist Film Festival 2005 року, де фільм виграв нагороду в категорії «Найкращий документальний фільм». Картина отримала нагороду Бостонського кінофестивалю та кінофестивалю в Сан-Дієго, де також премією Humanitarian Award за свою роботу над фільмом був нагороджений Хоакін Фенікс.

### В Україні
Українською мовою фільм було озвучено студією Namib на замовлення ГО «Єдина планета» в рамках кампанії «ХутроOFF». Переклад здійснила Наталя Соболєва, текст начитав Роман Чупіс. Фільм мав обмежений прокат на зоозахисних акціях. Від 25 грудня 2019 року фільм в українському озвученні доступний для легального перегляду на YouTube.

## Реакція
Хоакін Фенікс так прокоментував фільм: «З усіх фільмів, над якими я працював, про цей говорять найбільше. Кожен, хто бачив „Землян“, розповідає про нього ще трьом». Зоозахисник Пітер Сінгер, відомий своєю книгою «Визволення тварин», також висловився позитивно: «Якби кожна людина у світі могла подивитися тільки один фільм, я би вибрав „Землян“». Думка ще одного активіста в питаннях прав тварин Тома Рігана: «Для тих, хто подивився „Землян“, світ уже ніколи не буде таким, як раніше» .

## Роль фільму у теракті в Луцьку
21 липня 2020 року терорист Максим Кривош захопив автобус із заручниками в українському місті Луцьк. З-поміж інших висунутих вимог для звільнення заручників, він забажав, щоб чинний президент України Володимир Зеленський опублікував допис, у якому порекомендував всім переглянути фільм «Земляни». Зеленський виконав вимогу терориста і завантажив у соціальних мережах звернення російською мовою: «Фильм „Земляне“ 2005 года смотреть всем» (укр. «Фільм „Земляни“ 2005 року дивитися всім»). Протягом години Кривош звільнив заручників; одразу після цього відео було видалене із офіційних каналів Зеленського.